# Mens Sana Basket 2003-2004
Questa voce raccoglie le informazioni riguardanti la Mens Sana Basket nelle competizioni ufficiali della stagione 2003-2004.

## Stagione
La stagione 2003-2004 della Mens Sana Basket, sponsorizzata Montepaschi, è la 18ª nel massimo campionato italiano di pallacanestro, la Serie A.

## Roster
Aggiornato al 15 dicembre 2021.
| Montepaschi Siena 2003-04 | Montepaschi Siena 2003-04 |
| Giocatori                 | Staff tecnico             |
| ------------------------- | ------------------------- |

| N. | Naz.                                                        | Ruolo | Nome                | Anno | Alt.   | Peso   |  |
| -- | ----------------------------------------------------------- | ----- | ------------------- | ---- | ------ | ------ |  |
| 4  | Macedonia del Nord (bandiera)                               | PG    | Vrbica Stefanov     | 1973 | 188 cm | 75 kg  |  |
| 5  | Lituania (bandiera)                                         | A     | Mindaugas Žukauskas | 1975 | 202 cm | 98 kg  |  |
| 6  | Italia (bandiera)                                           | AG    | Marco Tagliabue     | 1986 | 208 cm | 100 kg |  |
| 7  | Italia (bandiera)                                           | G     | Luca Vitali         | 1986 | 201 cm | 90 kg  |  |
| 8  | Serbia e Montenegro (bandiera) · Grecia (bandiera)          | GA    | Dušan Vukčević      | 1975 | 202 cm | 88 kg  |  |
| 9  | Stati Uniti (bandiera) · Isole Vergini Americane (bandiera) | PG    | David Vanterpool    | 1973 | 194 cm | 85 kg  |  |
| 10 | Italia (bandiera)                                           | AG    | Giacomo Galanda     | 1975 | 210 cm | 105 kg |  |
| 11 | Stati Uniti (bandiera)                                      | GA    | Bootsy Thornton     | 1977 | 195 cm | 91 kg  |  |
| 12 | Italia (bandiera)                                           | C     | Luca Lechthaler     | 1986 | 206 cm | 108 kg |  |
| 13 | Australia (bandiera) · Danimarca (bandiera)                 | AC    | David Andersen      | 1980 | 211 cm | 107 kg |  |
| 14 | Italia (bandiera)                                           | C     | Roberto Chiacig (C) | 1974 | 210 cm | 116 kg |  |
| 15 | Grecia (bandiera)                                           | AG    | Michalīs Kakiouzīs  | 1976 | 207 cm | 109 kg |  |
| 17 | Italia (bandiera)                                           | P     | Simone Berti        | 1985 | 196 cm | 88 kg  |  |
| 18 | Italia (bandiera)                                           | P     | Tommaso Marino      | 1986 | 191 cm | 80 kg  |  |
| 18 | Italia (bandiera)                                           | PG    | Marco Sambugaro     | 1971 | 196 cm | 89 kg  |  |
| 20 | Italia (bandiera)                                           | A     | Luigi Datome        | 1987 | 201 cm | 90 kg  |  |
| -  | Italia (bandiera)                                           | GA    | Carmine Cavallaro   | 1986 | 192 cm |        |  |
| -  | Italia (bandiera)                                           | P     | Valerio Circosta    | 1987 | 185 cm | 70 kg  |  |
| -  | Italia (bandiera)                                           | AC    | Giovanni Fattori    | 1985 | 202 cm |        |  |
| -  | Italia (bandiera)                                           | A     | Lorenzo Ghezzi      | 1986 | 196 cm |        |  |
| -  | Italia (bandiera)                                           | PG    | Niccolò Rovai       | 1986 | 185 cm |        |  |
| -  | Italia (bandiera)                                           | AP    | Ivan Scarponi       | 1986 | 196 cm | 85 kg  |  |

| Allenatore                                                                                      |
| - Carlo Recalcati                                                                               |
| Assistente/i                                                                                    |
| - Massimiliano Oldoini - Simone Pianigiani Legenda - (C) Capitano - (IN) Inattivo - Infortunato |

## Mercato

### Sessione estiva
| Acquisti | Acquisti         | Acquisti          | Acquisti      | Acquisti |
| R.a      | Nome             | da                | Modalità      |          |
| -------- | ---------------- | ----------------- | ------------- | -------- |
| GA       | Bootsy Thornton  | Pall. Cantù       | definitivo    |          |
| AG       | Giacomo Galanda  | Fortitudo Bologna | definitivo    |          |
| PG       | David Vanterpool | Scandone Avellino | definitivo    |          |
| AC       | David Andersen   | Virtus Bologna    | definitivo    |          |
| C        | Michele Maggioli | Pall. Reggiana    | fine prestito |          |

| Cessioni | Cessioni             | Cessioni          | Cessioni       | Cessioni |
| R.       | Nome                 | a                 | Modalità       |          |
| -------- | -------------------- | ----------------- | -------------- | -------- |
| AG       | Mirsad Türkcan       | CSKA Mosca        | fine contratto |          |
| AC       | Cal Bowdler          | Virtus Roma       | fine contratto |          |
| G        | Alphonso Ford        | V.L. Pesaro       | fine contratto |          |
| P        | Aaron Mitchell       | Pall. Trieste     | fine contratto |          |
| G        | Marco Mordente       | Pall. Reggiana    | fine prestito  |          |
| AP       | Giancarlo Marcaccini |                   | ritirato       |          |
| C        | Michele Maggioli     | Scandone Avellino | prestito       |          |

### Dopo l'inizio della stagione
| Acquisti | Acquisti        | Acquisti    | Acquisti         | Acquisti   |
| R.       | Nome            | da          | Data             | Modalità   |
| -------- | --------------- | ----------- | ---------------- | ---------- |
| G        | Luca Vitali     | FuturVirtus | 21 novembre 2003 | definitivo |
| PG       | Marco Sambugaro | Girona      | maggio 2003      | definitivo |

| Cessioni | Cessioni | Cessioni | Cessioni | Cessioni |
| R.       | Nome     | a        | Data     | Modalità |
| -------- | -------- | -------- | -------- | -------- |